# Міжнародний день бухгалтера
Міжнаро́дний день бухга́лтера, або Міжнаро́дний день бухга́лтерії — професійне свято бухгалтерів, яке відзначають щорічно 10 листопада. Вперше було впроваджено у 1972 році під назвою День бухга́лтерської кар'є́ри. 1976 року цю назву замінили сучасною.
Дата святкування була обрана через те, що саме 10 листопада 1494 року венеційський математик Луки Пачолі видав книгу «Summa de Arithmetica, Geometria, Proportioni et Proportionalita» («Все про арифметику, геометрію і пропорції»). В ній поміж іншого містився докладний опис бухгалтерських ордерів, системи щоденного зведення дебету і кредиту, обліку активів, пасивів, капіталу тощо. Завдяки цій книзі Луку Пачолі прозвали «батьком бухгалтерії».
Міжнародний день бухгалтера відзначають у багатьох частинах світу за винятком деяких країн пострадянського простору. Зокрема, в Україні національний День бухгалтера святкують 16 липня.